# Paralastor donatus
Paralastor donatus är en stekelart som beskrevs av Perkins 1914. Paralastor donatus ingår i släktet Paralastor och familjen Eumenidae. Inga underarter finns listade i Catalogue of Life.